# Ідеальний шторм
«Ідеальний шторм» (англ. The Perfect Storm) — американська пригодницька драма режисера Вольфганга Петерсена (був також продюсером), що вийшла 2000 року. У головних ролях Джордж Клуні, Марк Волберг, Вільям Фіхтнер. Стрічку створено на основі однойменного роману німецького письменника Себастіана Юнґена.
Продюсерами також були Ґейл Катц і Паула Вайнштайн. Вперше фільм продемонстрували 26 червня 2000 року у США. В Україні у кінопрокаті фільм не демонструвався.

## Сюжет
Необхідність заробити на життя змушує Біллі Тайна разом із командою вийти у море задля вилову риби. Саме у цей час у результаті зіткнення урагану із Бермудів із холодним фронтом із материка утворився Ідеальний шторм.

## У ролях
| Актор                      | Персонаж                                                                  | Роль                                           |
| -------------------------- | ------------------------------------------------------------------------- | ---------------------------------------------- |
| Джордж Клуні               | Френк Вільям «Біллі» Тайн молодший (англ. Frank William "Billy" Tyne, Jr) | капітан човна «Andrea Gail»                    |
| Марк Волберг               | Роберт «Боббі» Шетфорд (англ. Robert "Bobby" Shatford)                    | найнедосвідченіший член екіпажу «Andrea Gail»  |
| Джон Сі Рейлі              | Дейл «Мерф» Мерфі (англ. Dale "Murph" Murphy)                             | старий моряк, член екіпажу «Andrea Gail»       |
| Дайан Лейн                 | Крістіна «Кріс» Коттер (англ. Christina "Chris" Cotter)                   | дівчина Боббі                                  |
| Вільям Фіхтнер             | Девід «Саллі» Салліван (англ. David "Sully" Sullivan)                     | член екіпажу «Andrea Gail»                     |
| Джон Гокс                  | Майкл «Багсі» Моран (англ. Michael "Bugsy" Moran)                         | член екіпажу «Andrea Gail»                     |
| Мері Елізабет Мастрантоніо | Лінда Ґрінлоу (англ. Linda Greenlaw)                                      | капітан човна «Hannah Boden»                   |
| Крістофер Мак-Дональд      | Тодд Гросс (англ. Todd Gross)                                             | бостонський метеоролог                         |
| Майкл Айронсайд            | Боб Браун (англ. Bob Brown)                                               | власник човнів «Andrea Gail» та «Hannah Boden» |
| Черрі Джонс                | Еді Бейлі (англ. Edie Bailey)                                             |                                                |

## Сприйняття

### Критика
Фільм отримав змішані відгуки: Rotten Tomatoes дав оцінку 47 % на основі 132 відгуків від критиків (середня оцінка 5,5/10) і 58 % від глядачів із середньою оцінкою 3,1/5 (231,546 голосів), Internet Movie Database — 6,3/10 (95 509 голосів), Metacritic — 59/100 (36 відгуків критиків) і 5,5/10 від глядачів (33 голоси).

### Касові збори
Під час показу у США, що почався 30 червня 2000 року, протягом першого тижня фільм показали у 3,407 кінотеатрах і він зібрав $41,325,042, що на той час дозволило йому зайняти 1 місце серед усіх прем'єр. Фільм зібрав у прокаті у США $182,618,434, а у світі — $146,100,000, тобто $328,718,434 загалом при бюджеті $140 млн.

### Нагороди і номінації[9]
| Рік  | Нагорода                                  | Категорія                             | Номінант                                                                                    | Результат |
| ---- | ----------------------------------------- | ------------------------------------- | ------------------------------------------------------------------------------------------- | --------- |
| 2001 | ASCAP Film and Television Music Awards    | Фільми з найбільшими касовими зборами | Джеймс Горнер                                                                               | Перемога  |
| 2001 | 73-тя церемонія вручення нагороди «Оскар» | Найкращий звуковий монтаж             | Джон Т. Рейтс, Ґреґґ Рудлоф, Девід Е. Кемпбелл, Кіт А. Вестер                               | Номінація |
| 2001 | 73-тя церемонія вручення нагороди «Оскар» | Найкращі візуальні ефекти             | Стівен Фенґмаєр, Хабіб Зарґарпор, Джон Фрезіер, Волт Конті                                  | Номінація |
| 2001 | БАФТА                                     | Найкращі візуальні ефекти             | Стівен Фенґмаєр, Джон Фрезіер, Волт Конті, Хабіб Зарґарпор, Тім Александер                  | Перемога  |
| 2001 | БАФТА                                     | Найкращий звук                        | Кіт А. Вестер, Джон Т. Рейтс, Ґреґґ Рудлоф, Девід Е. Кемпбелл, Вайлі Стейтмен, Келлі Кабрал | Номінація |